# Himavat

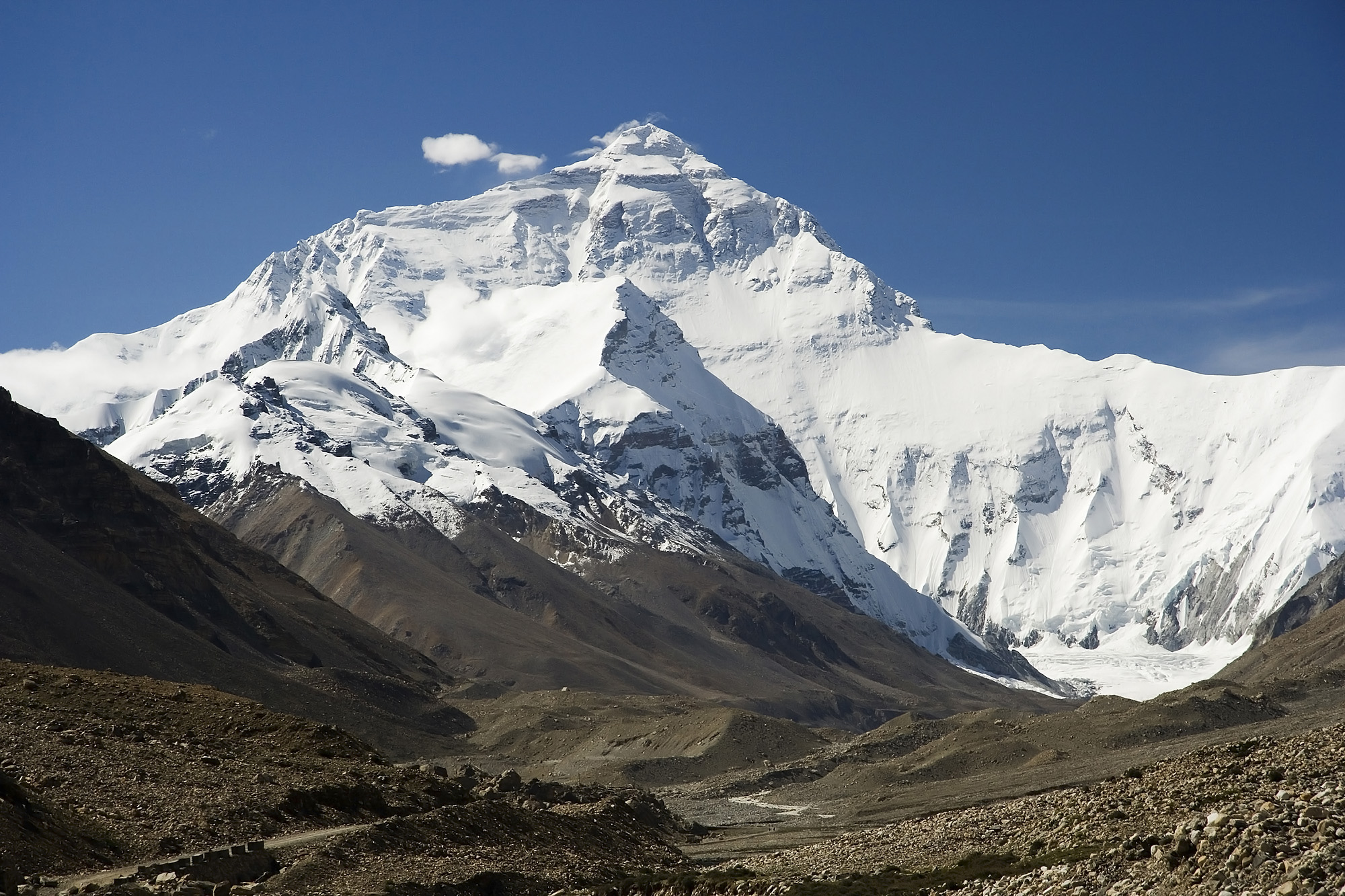
Himalaya, face nord du mont Everest.

Dans l'hindouisme et sa littérature, Himavat ou Himavan est le nom donné à l'Himalaya en tant que divinité. Il est considéré comme le père de Gangâ et de Pârvatî, les deux épouses de Shiva.